# Jorden van Foreest (1494-1559)

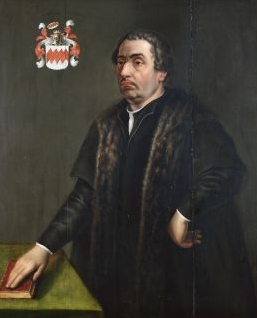
Jorden van Foreest

Jorden van Foreest (Alkmaar, 1494 - aldaar, 1559) was burgemeester, schepen, thesaurier en vroedschap van Alkmaar, Baljuw van Bergen en leenman van Holland.
Jorden van Foreest werd geboren als zoon van Jorden van Foreest en Aleid (van Egmond van de Merestein). Hij huwde in 1546 met Margriet Nanning Beyersz. dochter (overleden 1559). Zij kregen 16 kinderen, waaronder Pieter, Dirk, Nanning, Jacob, en Jan.
- International Standard Name Identifier: 0000 0003 8731 3706
- Nederlandse Thesaurus van Auteursnamen: 321689712
- Virtual International Authority File: 280188391